# Valdis Birkavs
Valdis Birkavs (Riga, 28 giugno 1942) è un politico lettone, primo ministro dal 3 agosto 1993 al 15 settembre 1994.